# Michel Koch
Michel Koch, nascido a 15 de outubro de 1991 em Wuppertal, é um ciclista alemão, membro da equipa Rad-Net Rose Team.

## Palmarés
Ainda não tem conseguido nenhuma vitória como profissional

## Resultados nas grandes voltas
| Corrida            | 2010 | 2011 | 2012 | 2013 | 2014  |
| ------------------ | ---- | ---- | ---- | ---- | ----- |
| Giro d'Italia      | -    | -    | -    | -    | 152.º |
| Tour de France     | -    | -    | -    | -    | -     |
| Volta a Espanha    | -    | -    | -    | -    | -     |
| Mundial em Estrada | -    | -    | -    | -    | -     |

-: não participa

Ab.: abandono